# Conducte coclear
.

Esquema del laberint membranós, amb dos seccions: d'un conducte semicircular i de part de la còclea:
1: Perilimfa, 2: Endolimfa.
3: Conductes semicirculars: 4: Posterior, 5: Horitzontal, 6: Superior, 7: Ampul·la.
8: Vestíbul: 9: Òrgans amb otòlits: 10: Utricle, 11: Sàcul, 12: Màcules: de l'utricle i del sàcul, 13: Conducte endolimfàtic, 14: Finestra oval, 15: Finestra rodona, 16: Conducte perilimfàtic.
17: Còclea: 18: Rampa timpànica, 19: Rampa vestibular, 20: Conducte coclear, 21: Òrgan de Corti.
Altres: 22: Orella mitjana: 23: Estrep, 24: Caixa timpànica. En verd: Nervis (d'esquerra a dreta: facial, branques del vestibular, inici del coclear). En groc: Os temporal. Moviment transmès per l'estrep a la perilimfa de les rampes: Fletxes vermelles

El conducte coclear o escala mitjana de Löwenberg és una cavitat plena d'endolimfa dins de la còclea, situat entre la rampa timpànica i la rampa vestibular, separades per la membrana basilar i la membrana de Reissner (membrana vestibular) respectivament. Al seu interior hi ha l'òrgan de Corti

## Estructura
El conducte coclear forma part de la còclea. Està separat de la rampa timpànica per la membrana basilar. Està separat de la conducte vestibular (scala vestibuli) per la membrana vestibular (membrana de Reissner). L'estria vascular es troba a la paret de el conducte coclear.

###### Desenvolupament
El conducte coclear es desenvolupa a partir de la vesícula òtica ventral (otocist). Creix lleugerament aplanat entre la meitat i l'exterior del cos. Aquest desenvolupament pot estar regulat pels gens EYA1, SIX1, GATA3 i TBX1. L'òrgan de Corti es desenvolupa dins del conducte coclear.

## Funció
El conducte coclear conté l'òrgan de Corti. Aquest està unit a la membrana basilar. També conté endolimfa, que conté concentracions elevades de K+ per a la funció de les cèl·lules ciliades internes  i cèl·lules ciliades externes a l'òrgan de Corti.

## Importància clínica
Els fàrmacs lliurats directament al conducte timpànic s'estendran a tota la còclea excepte al conducte coclear. En poques ocasions, el conducte coclear pot desenvolupar-se per tenir una forma incorrecta.